# Phyllomedusa trinitatis
Phyllomedusa trinitatis és una espècie de granota que viu a Trinitat i Tobago i Veneçuela.
Està amenaçada d'extinció per la pèrdua del seu hàbitat natural.